# Liste der Herrscher namens Michael
Michael hießen folgende Herrscher:

## Michael
- Michael I. (Portugal) (1802–1866), König von Portugal
- Michael Komnenos, Kaiser von Trapezunt (1341 und 1344–1349)
- Michael Obrenović, Fürst von Serbien (1839–1842 und 1860–1868)

## Michael I.
- Michael I. (Byzanz), Kaiser (811–813)
- Michael I. (Bulgarien), Zar (852–890)
- Michael I. (Russland), Zar (1613–1645)
- Michael I. (Polen), König (1669–1673)
- Michael I. (Portugal), König (1828–1834)
- Michael I. (Rumänien) (Mihai I.), König (1927–1930 bzw. 1940–1947)
- Michael I. (Walachei), Fürst (1418–1420)
- Michael I. Apafi, Fürst von Siebenbürgen (1661–1690)
- Michael I. Angelos, Despot von Epirus (1204–1214)

## Michael II./III.
- Michael II. (Byzanz), Kaiser (820–829)
- Michael II. (Russland), Zar (1917)
- Michael II. (Bulgarien), Zar (1246–1256)
- Michael II. Angelos, Despot von Epirus
- Michael III. (Wertheim) (1529–1556), letzter (männlicher) Graf von Wertheim

- Michael III. (Byzanz), Kaiser (842–867)
- Michael III. (Bulgarien), Zar (1323–1330)

## Michael IV./...
- Michael IV. (Byzanz), Kaiser (1034–1041)
- Michael V. (Byzanz), Kaiser (1041–1042)
- Michael VI. (Byzanz), Kaiser (1056–1057)
- Michael VII. (Byzanz), Kaiser (1071–1078)
- Michael VIII., Kaiser (1259–1282)
- Michael IX. (Byzanz), Mitkaiser (1294/95–1320)

## Michael ...
- Michael Anton (Saluzzo) (1495–1528), piemontesischer Adliger, Gouverneur von Paris, Gouverneur der Dauphiné, Generalleutnant
- Michael Ferdinand (Braganza), Herzog (1921–1927)
- Michail Jaroslawitsch, Großfürst von Wladimir (1303–1318)
- Michael Komnenos, Kaiser von Trapezunt (1344–1349)
- Michael Movilă, Fürst von Moldau (1607)
- Michael Nikolajewitsch Romanow, Großfürst von Russland und Vizekönig von Georgien (1862–1881)
- Michael Racoviță, Fürst von Moldau und Walachei (1703–1705, 1707–1709, 1715–1726, 1730–1731, 1741–1744)
- Michael Semjonowitsch, Vizekönig von Georgien (1844–1854)
- Michael Sturdza, Fürst von Moldau (1834–1849)
- Michael Sutu, Fürst von Moldau und Walachei (1792–1795, 1819–1821)
- Michael von Zeta, König von Serbien (1077–1081)
- Michael der Tapfere (rumänisch Viteazul), Woiwode der Walachei (1593–1601)

## Patriarchen und Bischöfe
- Michael I. von Alexandria, koptischer Patriarch von Alexandria (743–767)
- Michael I. (Kiew), Metropolit von Kiew (um 988?)
- Michael I. (Patriarch), Patriarch von Konstantinopel (1043–1058)
- Michael I. der Große, Patriarch von Antiochia (1166–1199)
- Michael II. (Patriarch), Patriarch von Konstantinopel (1143–1146)
- Michael III. (Patriarch), Patriarch von Konstantinopel (1170–1177)
- Michael III. Jarweh, Patriarch von Antiochia (1783–1800)
- Michael IV. von Alexandria, Koptischer Patriarch von Alexandria (1092–1102)
- Michael IV. Autoreianos, Patriarch von Konstantinopel (1207–1213)
- Michael IV., Patriarch von Antiochia (1802–1810)
- Michael V. von Alexandria, koptischer Patriarch von Alexandria (1145–1146)
- Michel Sabbah, Lateinisches Patriarchat von Jerusalem (seit 1987)